# أسل هزيل
أسل هزيل (الاسم العلمي: Juncus gracillimus) نوع نباتي يتبع جنس الأسل وينتمي إلى الفصيلة الأسلية.